# Elfærgen Ellen
Elfærgen Ellen er en elektrisk drevet færge, som blev sat i drift den 15. august 2019 mellem Søby på Ærø og Fynshav på Als. Færgen afløste M/F Skjoldnæs.
Ellen var den første 100 % eldrevne færge i verden, som erstattede en dieselfærge på en regional færgerute. Ellen sejler ruten 10 minutter hurtigere end den gamle færge, helt uden udledninger af drivhusgasser og sundhedsskadelige partikler.
Søby Værft var den partner i E-ferry projektet der var ansvarlig for at el-færgen blev bygget. Værftet hyrede værftet Ridson i den polske havneby Stettin til at bygge skroget, som i oktober 2017 blev bugseret til Søby Værft, hvor cirka 60 medarbejdere i 2017 og 2018 var beskæftiget med at installere elmotorer fra det finske firma Visedo og med at aptere færgen. Der står stadig Visedo på motorerne, men i færgens fire år lange projekttid er fabrikatet i mellemtiden blevet dansk. Det skete i begyndelsen af 2018, da den finske virksomhed blev opkøbt af Danfoss. Færgen drives kun af batterier - uden en ekstra dieseldrevet nødgenerator.
Planen er at Ellen i første omgang skal betjene Søby-Fynshav, mens M/F Skjoldnæs skal besejle Søby-Faaborg-ruten. På længere sigt kan det forventes, at Skjoldnæs udfases og Ellen kommer til at betjene begge Søby-ruter. Ellens færgelejer blev bygget i Fåborg.

## Elfærgeprojektet Green Ferry Vision
Målet var med støtte fra EU, at bygge og afprøve en 100 procent eldreven og CO2-neutral færge for passagerer, biler og lastbiler. Designet har fokus på mindre til mellemstore færgeruter, f.eks. ø-ruter som Ærøs, samt sejlads på begrænset vanddybde i kystnære farvande. Ærø Kommune (som ejer Ærøfærgerne) var koordinator på ansøgningen og projektet. I foråret 2015 bevilligede EU 113 millioner kroner til projektet, mens Ærø Kommune bidrog med 78-120 mio kroner og Schweiz bidrog med 6 mio kr for en samlet omkostning på 224 mio kr til udviklingsprojektet, inklusive elforsyning til 20 mio kr og ombygning af 3 havne. Heraf kostede selve færgen 124 mio kr. Såfremt en ny færge bygges, er prisen reduceret til omkring 100 mio kr.
Skibsingeniør Jens Kristensen stod for design og projektering. Færgens overdel er bygget i lette materialer som eksempelvis glasfiber. Det specielle ved færgen er, at den drives på hovedsageligt grøn el - en stor del af den produceres af vindmøller på Ærø.

## Teknik
Færgen er 59,50 meter lang, 12,80 meter bred og har en dybgang på 2,50 meter. Motoreffekten er på 1500 kW (omkring to gange 1000 hk). Den normale sejlfart er 13 knob (24 km/t). Færgens kapacitet er 196 passagerer og tre besætningsmedlemmer (sommer) og 147 passagerer og tre besætningsmedlemmer (vinter). 31 personbiler eller f.eks. fire lastvogne/busser på 18,5 m og otte personbiler.
Placeringen af passagersalonen i niveau med vogndækket er blandt andet valgt for at give en vægtbesparelse og mindre vindareal, hvilket giver bedre manøvreegenskaber. Desuden slipper man også for elevatorer og trapper, hvilket giver god adgang også for gangbesværede.
Skrogformen med et fyldigt midterskib og slanke ender giver minimal fremdrivningsmodstand og høj energieffektivitet.
Der blev anlagt et nyt færgeleje i Søby tilpasset el-færgen. Teknikhuset har 4 store transformere på 10 MW, som leverer strømmen til ladestationen på broklappen i Søby, der altid er i højde med færgen uanset skiftende vandstande. En lang arm skydes ud fra ladestationen og kobler sig automatisk til færgens el-kontakt. På færgen kommer strømmen forbi et rum med 20 konvertere og 20 støjfiltre, hvor den fintrimmes til ladning af batterierne. Der er to separate batterirum med hver 420 Litium-ion-batterier. Batterierne er vandkølede for at holde driftstemperaturen stabil. Efterhånden som cellerne slides, forsøges de genanvendt som reservedele eller som buffer for ladestationen.
Når færgen lægger til i Søby, automatiseres fortøjningen og tilkobling af lade-enheden, så færgen kan nå at lade op, før den skal afsted igen. Den fulde opladning gennemføres hver nat i færgelejet i Søby, via det 4,5 ton tunge ladestik. Færgens i alt 840 batterier, der samlet vejer på 56 ton, er ligeligt fordelt i to rum, og har en kapacitet på 4,2 MWh. Systemet har en samlet energi-effektivitet på 85% mod 30% for diesel.
Ellens to elmotorer vejer hver ca. 900 kg. En dieselmotor med tilsvarende effekt - ca. 1000 hk - ville veje omkring fem gange så meget. Grundprincippet for Ellens teknologi til fremdrift af skruerne er, at det kører i to adskilte systemer. Skulle det ene system falde ud, kan Ellen på grund af sin batteri-kapacitet sejle videre på det andet. Elfærgen skal kunne sejle 22 sømil (41 km) mellem hver opladning i Søby. Firmaet Orbicon har som rådgivende ingeniør hjulpet med at projektere ombygningen af færgelejerne, samt planlægning af overgang fra gammel til ny færge i havnene Søby, Fynshav og Faaborg.
Ellens batterisystem er særligt udviklet til Ellen og er verdens største typegodkendte batteripakke til maritimt brug. Hun er den længst sejlende rent eldrevne færge, og har kapacitet til at sejle syv gange længere, end det hidtil har været muligt for fuldt batteridrevne bilfærger. Batterierne er fordelt i to separate rum forbundet til hver sit fremdrivningssystem, som sikrer en uafhængig fremdrift. Færgen accelererer væsentligt hurtigere end en dieselfærge.
Færgens skrog er skabelon for den største udgave af kommende danske standard-færger. Den udgave er der dog ikke andre end Ærø der har vist interesse for. Såfremt de anvendes på overfarten Ærøskøbing-Svendborg, vil de bruge 1 MWh pr. tur på 75 minutter ved 11 knob, men 2,4 MWh ved 14 knob så turen er 60 minutter.

## Historie
Ændringer i batterisystemet og et stærkere flydedæk betød at vægten steg fra 707 til 747 ton.
Den planlagte premieredag var sat til onsdag den 1. maj 2019, men grundet ikke-tekniske udfordringer i forbindelse med sammenkørsel og samtidigt syn af forskellige systemer på el-færgen blev idriftsættelsen udsat til anden halvdel af juni måned.
Efter en vellykket dåb 1. juni blev premieredagen atter udsat, nu til til 1. august 2019. Side-propellerne blev udskiftet i 2019.
Den 21. juni 2019 indgik Ærø Kommune og Søby Værft en ny aftale om betaling af ekstraudgifter værftet har haft i forbindelse med udviklingen og konstruktionen af el-færgen. Aftalen betyder, at Ærø Kommune betaler værftet 8,8 mio. kr. til endelig afregning.
På el-færgen manglede der den 21. juni endnu den endelige godkendelse fra Søfartsstyrelsen, da der under sidste prøvesejlads blev observeret et muligt problem med kommunikationen/styringen af den ene hoved-motor. Der er endnu ikke muligt at sige præcis, hvornår resultatet kan præsenteres for Søfartsstyrelsen så el-færgen kan få sine papirer klar og dermed afleveres til Ærøfærgerne, som så kan påbegynde træningssejladsen og efterfølgende få tilladelsen til at sejle med passagerer.
Søfartsstyrelsen godkendte Ellen, og onsdag den 3. juli 2019 blev Ellen afleveret til Ærøfærgerne. De seks mellemliggende uger frem til 15. august blev anvendt til øvelsessejladser.
Tirsdag den 23. juli 2019 godkendte Søfartsstyrelsen Ellen til at sejle med passagerer.
Torsdag den 15. august 2019 klokken 6.20 sejlede Ellen fra Søby til Fynshav sin første ordinære tur med passagerer og biler.
Ellens topfart er 14 knob eller 26 kilometer i timen. Overfarten fra Søby til Fynshav tager i opstartsfasen med tre ture dagligt 65 minutter, men senere skal overfartstiden ned på 55 minutter og antallet af ture forøges.
I tre uger november 2019 blev færgen sat ud af drift og der blev udført tre større optimeringer af batteri-systemet. 168 ud af 840 batterimoduler blev udskiftet, fordelt på 20 strenge. Den samlede batteripakke skal kunne levere op til 4.300 kWh, men det havde kun været muligt at oplade Ellen til 3.400 kWh på grund af de dårlige batterimoduler. Endvidere blev softwaren til styringssystemet til op- og afladning af batterierne (Power Management System) ændret. Der var blandt andet brug for at ændre softwaren, så de enkelte batteristrenge kan køre mere uafhængigt af hinanden. Hvert femte batterimodul blev udskiftet. Den tredje optimering handlede om selve lade-stikket, hvor der opstod udfald, så der kun kunne lades delvist. Ellen er udstyret med fire lade-linjer, som to og to går til hvert sit batterirum på færgen. Hver linje kan lade med op til 1.000 kW. Men siden idriftsættelsen har det vist sig, at ikke alle fire linjer kobler til, hver gang der skal lades, hvilket enten betyder, at der ikke lades på fuld kraft, eller at mandskabet skal bruge en del af havnetiden (hvor der ellers skulle lades) til at fra- og tilkoble opladningen. Software og et radiosignal blev ændret.
Efter dokningen, hvor de sidste justeringer blev udført og batteripakken blev optimeret, har Ellen sejlet stabilt. Den sejler nu i normal drift og kan sejle mellem 5-7 daglige dobbeltture mellem Søby og Fynshav.
Driften er billigere end for diesel-færger, og merprisen er tjent ind på 2-6 år. Ærø Kommune meddelte den 1. juni 2020 at projektet officielt er afsluttet. Ellens status som en 'eksperimentel' færge og som 'prototype' er blevet erstattet af en status som en stabil og hurtigt-sejlende færge. Det lave gennemsnitlige energiforbrug pr. tur i kombination med en batterikapacitet på mere end 3,8 MWh og en lynhurtig oplader (4 MW peak charge) har bevist, at E-færgen er et kommercielt alternativ til traditionelle diesel- og dieselelektriske færger.
Den 12. og 13. august 2020 gennemgik færgen et års-eftersyn, for at få optimeret og kontrolleret batteripakken.
I 2021 fejlede 3 af færgens 4 konvertere.
Ærø Kommune blev hædret med miljøprisen Energy Globe Award 2021.
I marts 2021 og februar 2022 fejlede transformatorhuset i Søby, og ruten sattes i nødplan frem til marts.
Den 9. juni 2022 gennemførte Ellen en rekordlang distance mellem opladninger, nemlig 50 sømil, eller 92 kilometer. Ellen var hyret af Danfoss i forbindelse med at Det Internationale Energiagentur (IEA) holdt sin årlige konference i Sønderborg. Ellen sejlede langsommere end normalt, og i løbet af turen blev det beregnet at Ellen har sin længste rækkevidde ved en hastighed på 9 knob. Denne hastighed er skæringspunktet, forstået på den måde at færgen, udover at bruge strøm til selve fremdriften, også bruger strøm til instrumenteringen, lys, temperaturregulering af batterirummet osv. Ellen sejler typisk 12,6 knob på ruten mellem Søby og Fynshav.
Færgen fik en batteroverophedning den 11. juli 2023, hvor 3 ud af 20 batteristrenge blev påvirket, og blev taget ud af drift for opklaring af årsag, samt udbedring. Ærø Kommune vedtog at færgelejet ombygges for 600.000 kr så M/F Skjoldnæs kan udføre rutefarten imens.

Den 2. februar 2024, begyndte Ellen igen at sejle, men med en reduceret sejlplan frem til foråret, hvor der igen vil være fuld batterikapacitet.
I oktober 2024 blev fejl fundet på nogle af de gamle batterimoduler, og færgen sejler efter nødplan.

### Ny opdatering (januar 2024)
- Designet omkring skumslukningssystemet er ændret, så overskydende skum ikke påvirker andre batterier end de ønskede.
- Der er installeret ekstra afbrydere midt i batteripakkerne, så spændingen automatisk kan halveres, hvis der skulle opstå afvigelser.
- Batteristyresystemet er opdateret, så der opnås en mere robust styring af balanceringen af batterierne. Det vil sige, at systemet bedre kan fordele ladningen og forbruget af batteriernes strøm.
- Batteristyresystemet er ombygget, så det også passer til de nye batterier, der er tilføjet Ellens batterirum efter hændelsen. Det er ikke mindst produktionen af disse batterier, der har betydet, at Ellen har ligget stille så længe. Udviklingen siden Ellen blev bygget betyder i øvrigt, at de nye batterier er 50% kraftigere end de gamle. De kraftigere batterier betyder i Ellens tilfælde, at batterierne vil holde længere, da de vil blive belastet mindre. Batterierne blev udskiftet ved 80% teknisk kapacitet.[28]
- Gasmålingsudstyr til måling af atmosfære efter en TR-hændelse er nu opsat ombord. Systemet kan overvåges udefra, uden besætning ombord.
- Danfoss' effektstyring er opdateret så man kan blande nye og gamle batterier, og opnå en længere batteri-levetid.
- Alarm- og overvågningssystemet er opdateret, så detaljer om batteritemperatur og alarmkoder kan ses fra broen (og land, virtuelt). Det skaber bedre overblik for besætningen.
- Nyt system til stævnrørskøling med havvand. (Ikke batteri-relateret)[29]

## Priser
- 2020 fik Ellen Danish Design Awards Game Changer-pris. Prisen gives til produkter, der potentielt kan vende op og ned på måden, man normalt tænker på.[30]
- 2021 blev Ærø Kommune tildelt Energy Globe Award 2021 Danmark for Ellen.[31]

## Galleri
- Café
- Batterirum
- Elmotor
- Kontrolrum